# 朱寘鏷
豐林安簡王朱寘鏷（1482年—1526年），明朝慶藩第二代豐林王，豐林溫僖王朱邃㙂的嫡長子。

## 生平
正德六年（1511年），豐林溫僖王朱邃㙂去世。正德十年（1515年）九月，朱寘鏷襲封豐林王。
嘉靖五年（1526年），朱寘鏷去世，享年四十五歲，諡號安簡。三年後，庶長子鎮國將軍朱台瀚襲爵。

## 家庭

### 子
- 庶長子：鎮國將軍→豐林端康王朱台瀚
- 第二子：鎮國將軍朱台潏
- 第三子：鎮國將軍朱台㵦
- 第四子：鎮國將軍朱台溜[6]